# Folke Sundquist
Folke Sundquist (ur. 4 listopada 1925 w Falun, zm. 13 stycznia 2009 w Malmö) – szwedzki aktor filmowy. Na przestrzeni lat 1951–1968 wystąpił w 21 produkcjach.

## Filmografia
- Ona tańczyła jedno lato (Hon dansade en sommar) (1951)
- För min heta ungdoms skull (1952)
- Chleb miłości (Kärlekens bröd) (1953)
- Tam, gdzie rosną poziomki (Smultronstället) (1957)
- Venetianskan (1958)
- Rabies (1958)
- Godzina wilka (Vargtimmen) (1968)